# Dimitrij Timczenko
Dimitrij Jurijowycz Timczenko (ukr. Дімі́трій Ю́́рійович Тімченко; ur. 1 kwietnia 1983) – ukraiński zapaśnik startujący w stylu klasycznym. Olimpijczyk z Rio de Janeiro 2016, gdzie zajął piętnaste miejsce w kategorii 98 kg.
Pięciokrotny uczestnik mistrzostwach świata. Brązowy medalista w 2015. Trzeci na mistrzostwach Europy w 2005. Wicemistrz igrzysk europejskich w 2015. Trzeci w Pucharze Świata w 2007 roku.